# Alain Bouffard
Pour les articles homonymes, voir Bouffard.
Alain Bouffard, né le 24 septembre 1939 à Nantes, est un rameur d'aviron français. 

## Biographie
Aux Jeux olympiques d'été de 1960, il se classe quatrième de la finale de huit. Il est médaillé de bronze en huit lors des Championnats d'Europe d'aviron 1961.
Il remporte la médaille d'argent en quatre barré et la médaille de bronze en huit aux Championnats du monde d'aviron 1962.
Aux Jeux olympiques d'été de 1964, il termine septième de la finale de huit.